# Waterfront Hall
Il Belfast Waterfront Hall è un centro polifunzionale per congressi ed intrattenimento a Belfast, Irlanda del Nord, progettato dallo studio di architetti locali di Robinson McIlwaine. Il partner Peter McGuckin fu l'architetto del progetto.
La sala si trova a Lanyon Place, il complesso di punta della Laganside Corporation. Il complesso prende il nome dall'architetto Charles Lanyon. I piani per la costruzione iniziarono nel 1989 e la sala fu completata nel 1997 per la somma di £ 32 milioni. L'Auditorium principale è circolare e può ospitare 2.241 persone; si basa sulla Sala della Filarmonica di Berlino progettata da Hans Scharoun Tuttavia, il design flessibile dell'Auditorium permette che i posti a sedere possano essere spostati per creare un'arena più grande. L'adiacente Studio più piccolo può ospitare 380 spettatori. La cupola dell'edificio è rivestita in rame. È fatta così perché l'esterno alla fine diventi verde e rifletta la cupola del Municipio di Belfast e degli altri edifici vittoriani nel centro della città. L'edificio contiene anche alcuni bar ed un ristorante.
Nel 2002 la sala è stata votata secondo miglior centro congressi nel mondo nell'Apex Awards. Uno studio di impatto socioeconomico del 2006, commissionato dal Belfast City Council ha trovato che la sala ha generato per la città £ 10 per ogni £ 1 spesi per i costi di gestione.

## Avvenimenti importanti

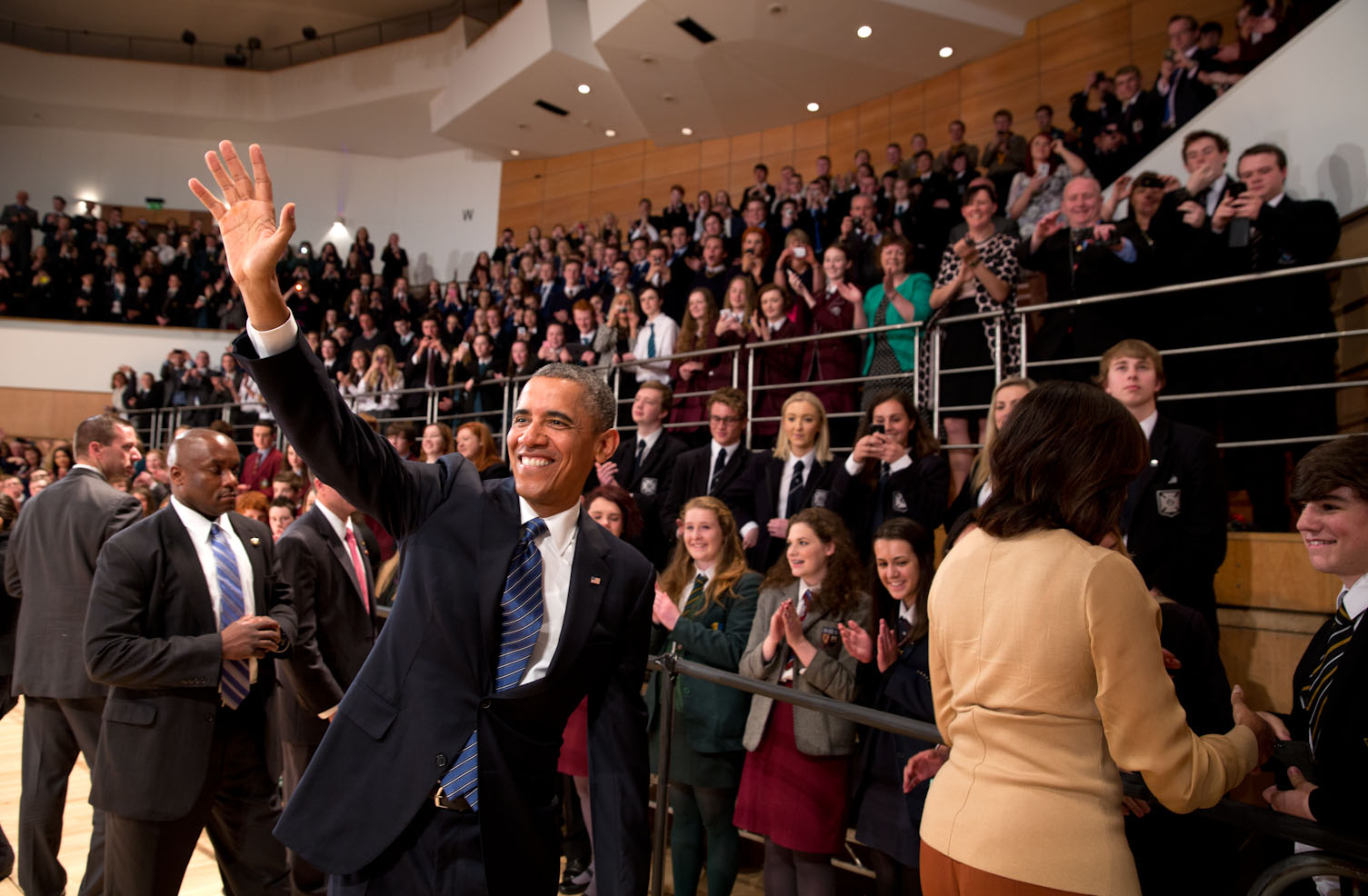
Barack Obama e sua moglie Michelle al Waterfront, 2013

Molti spettacoli hanno luogo ogni anno, nello studio della capacità di 350 postii, tra cui opere, pantomime e musical, tra cui lo Scary Musical nel gennaio 2010.
La sala è un luogo chiave per il Belfast Festival at Queen's e per i concerti dati dall'Orchestra Ulster.
Durante il loro tour del 2002, nella promozione del loro album Right Now, il famoso trio pop Atomic Kitten ha registrato il loro DVD Right Here, Right Now qui nell'auditorium.
I Planxty si sono esibiti qui il 19, 20 e 21 gennaio 2005, come una parte della serie di concerti per la loro riunione.
Nel 2011 il Waterfront ha ospitato il Sinn Féin Ard Fheis, la prima volta che si teneva a Belfast.
Il 15 marzo 2013 la cantante country americana Carrie Underwood ha tenuto un concerto come parte del suo Blown Away Tour.
Il 18 gennaio 2014 si sono tenute qui le audizioni del Britain's Got Talent. Le audizioni erano per la Serie 8 dello spettacolo, furono trasmesse il 14 aprile 2014.
Lo spettacolo annuale di Natale, The Music Box, presentato da Peter Corry, è stato ospitato dal Belfast Waterfront Hall nel dicembre 2013. Lo spettacolo tornerà nel dicembre 2014.
Dal 2017 al 2019 e nuovamente dal 2021 è sede del Northern Ireland Open, torneo della Home Nations Series di snooker.